# Rubanda
Rubanda – miasto w Ugandzie, stolica dystryktu Rubanda.